# NG Life
NG Life (яп. NGライフ NG Раифу) — японская манга, написанная и проиллюстрированная Мидзухо Кусанаги. Манга публиковалась в журнале Hana to Yume издательства Hakusensha с декабря 2005 года по март 2009 года. Компания Hakusensha выпустила мангу в девяти танкобонах. В 2008 году манга была лицензирована компанией Tokyopop для выпуска в Северной Америке на английском языке. В 2011 году североамериканское отделение компании Tokyopop было закрыто, и лицензия на мангу была возвращена издательству Hakusensha.
Сюжет повествует о подростке Кэйдае Саэки, который сохранил воспоминания о своей прошлой жизни, в которой он был гладиатором Помпеи. В настоящее время Кэйдай воссоединяется со своей женой из прошлой жизни, которая, однако, возродилась как мужчина. К тому же его лучший друг возродился девушкой, которая влюбляется в Кэйдая. Отзывы о манге были как положительными, так и отрицательными, и касались в частности стиля рисунка и персонажей. В Японии шестой том манги получил 25-е место в чартах Tohan.

## Сюжет
Кэйдай Саэки — ученик средней школы, который помнит, что в прошлой жизни его звали Сирикс Люкретиус Фронто, и что он был гладиатором Помпеи, потерявшим свою жену Серену во время извержения Везувия в 79 году. В настоящее время он воссоединился с Лолеусом, бывшим лучшим другом Сирикса, который возродился как девушка по имени Мии Сэридзава, и с Сереной, возродившейся мужчиной по имени Юма Удзё. Кэйдай разрывается между чувствами к Мии и своей прошлой любовью к Серене. С течением времени Кэйдай встречает и других людей, которые помнят прошлую жизнь в Помпеи и объясняют, что причина, по которой Кэйдай помнит прошлую жизнь — чувство вины Сирикса за то, что он не сумел спасти своих друзей во время извержения. Когда Кэйдай впадает в кому, он переживает последние моменты существования Помпеи и своими действиями облегчает страдания Сирикса. Теперь Кэйдай может пойти собственным жизненным путём и признать свою любовь к Мии.

## Персонажи
Кэйдай Саэки (яп. 冴木 敬大 Саэки Кэйдай)
Ученик средней школы, помнящий, что в прошлой жизни он был гладиатором по имени  Сирикс Люкретиус Фронто  (яп. シリクス ルクレティウス フロント Сирикусу Рукурэтиусу Фуронто). Он впадает в смятение, когда встречает Юму Удзё, реинкарнацию жены Сирикса. Кэйдай также связан узами прошлой жизни со своей семьёй; его мать Рэнка Саэки (яп. 冴木 蓮香 Саэки Рэнка) была младшей сестрой Сирикса, а его отец Ария (яп. アリア) был соперником Сирикса по имени Рауль Люциус Верус (яп. ラウル・ルスティウス・ウェルス Рауру Русутиусу Вэрусу). Кэйдай дружит с Мии Сэридзавой, реинкарнацией близкого друга Сирикса. Несмотря на спокойный характер, он иногда даёт выход эмоциям, если находится рядом с Юмой. Кэйдай одновременно умён и недогадлив — он не замечает, что Мии влюблена в него. С течением времени Кэйдай начинает узнавать правду о Ми, и его чувства к ней крепнут.
Юма Удзё (яп. 佑城 裕真 Удзё Ю:ма)
Реинкарнация жены Сирикса Серены (яп. セレナ), которая когда-то покоряла сердца мужчин своей красотой и добротой Добродушный, но слегка высокомерный. Юма сохранил женственное лицо Серены, и его часто принимают за девушку. Он желает стать более мужественным, чтобы прекратить подобные случаи. Обладая невероятной физической силой, Юма сразу же нападает на тех, кто принимает его за девушку. Юма тайно влюбляется в Мии, но его чувства безответны. Поэтому он, забыв о собственных чувствах и веря, что Кэйдай и Мии подходят друг другу, старается сблизить их в надежде также и на то, что Кэйдай забудет о Серене. Выясняется, что Серена переродилась мальчиком потому, что в последние моменты своей жизни она подумала, что если была бы мужчиной, то смогла бы быть рядом с Сириксом в последние дни Помпеи, а не оставаться в стороне и ждать его.
Мии Сэридзава (яп. 芹沢 美依 Сэридзава Мии)
Реинкарнация лучшего друга Сирикса по имени Лолеус. Сэридзава знакомится с Кэйдаем в седьмом классе и первой узнаёт о его прошлой жизни. Она влюбляется в Кэйдая, но держит свои чувства в тайне, боясь, что своим признанием разрушит их дружбу. Ей нравится слегка подразнить Кэйдая, поведение которого она находит забавным. Сэридзава очень популярна среди мальчиков, которые, однако, не делают попыток сблизиться с ней, считая её и Кэйдая парой. Популярности Сэридзавы способствует её оптимистичный настрой и позитивный характер. В прошлой жизни именно благодаря Лолеусу Сирикс встретился с Сереной.
Синогу Кагами (яп. 加賀巳 凌 Кагами Синогу)
Двоюродный брат Юмы, реинкарнация Смирны, старшей сестры Серены. Как и Кэйдай, он помнит о прошлой жизни и ненавидит Кэйдая за то, что тот бросил Серену во время извержения. Испытывает отвращение к жаркой погоде, так как сохранил очень чёткие воспоминания о гибели Помпеи. Когда семья Юмы переехала в город, Синогу начал работать учителем в школе, где учится Кэйдай. Имеет репутацию бабника и презирает мужчин (кроме Юмы). Так как Смирна была дружна с леди Аглаей, то Синогу был невероятно счастлив встретить Сюну, реинкарнацию Аглаи. Синогу выражает недовольство по отношению к Соити Микагэ, так как в прошлой жизни тот предал Аглаю.
Сюна Сакакибара (яп. 榊原 朱奈 Сакакибара Сюна)
Реинкарнация дворянки по имени Аглая Феликс. Сюна родилась в богатой семье. До 17 лет она сохраняла воспоминания о жизни в Помпеи, но затем, пожелав расстаться со своим прошлым, потеряла их. Добродушная девушка, всегда готовая прийти на помощь любому нуждающемуся. Когда ей было два года, она назвала свою новорождённую сестру именем Серена, а её родители, ослышавшись, назвали ребёнка Рэйна. В 10 лет она встречает Соити Микагэ, который в прошлой жизни служил её телохранителем. Поначалу Сюна ненавидит Соити за его прошлое предательство, однако со временем её чувства к нему усиливаются, и она влюбляется в него.
Рэйна Сакакибара (яп. 榊原 麗奈 Сакакибара Рэйна)
Младшая сестра Сюны, очень похожая на Серену. Одевается в стиле готической лолиты. В детстве она слышала истории о Помпеи и впоследствии влюбилась в Соити. Рэйна призналась Соити в своих чувствах, но была отвергнута и убежала. После этого она встретила Кэйдая и его друзей. Поняв, что Кэйдай помнит о Помпеи, Рэйна вместе с ним идёт к Сюне в надежде вернуть ей воспоминания. Она учится в одном классе с Юмой. Их одноклассники смотрят на них, как на близнецов, хотя и осознают, что на самом деле они таковыми не являются. Рэйна и Юма становятся друзьями и начинают делиться друг с другом своими проблемами. Рэйна позднее узнаёт, что является реинкарнацией девочки Тины, подруги Серены. Её внешняя схожесть с Сереной объясняется тем, что Тина пожелала почувствовать ту же любовь, что и Серена.
Соити Микагэ (яп. 深影 蒼一 Микагэ Со:ити)
Реинкарнация наёмника по имени Делос, который служил телохранителем леди Аглаи, но позднее предал её. Он помнит всё из своей прошлой жизни и в возрасте 15 лет знакомится с Рэйной и Сюной. Поняв, что Сюна всё ещё помнит, как была леди Аглаей, Соити старается вернуть её доверие. Он начинает корить себя, когда Сюна теряет воспоминания, и говорит, что Аглая для него умерла во второй раз. В ходе сюжета выясняется, что Делос любил Аглаю, даже когда, будучи нанятым семьёй Бритиус, предал её. Делос поклялся отомстить семье Бритиус и впоследствии убил всех её членов.

## История создания
Манга NG Life была написана и проиллюстрирована Мидзухо Кусанаги, первая часть была опубликована в журнале The Hana to Yume 26 декабря 2005 года. Публикация в этом же журнале продолжилась 20 марта 2006 года и завершилась 5 марта 2009 года. Первый танкобон был выпущен компанией Hakusensha 19 ноября 2006 года, а девятый — 19 июня 2009 года. В 2008 году компания Tokyopop лицензировала мангу и выпускала танкобоны на английском языке в период с 17 марта 2009 года по 12 апреля 2011 года. После закрытия Tokyopop лицензия была возвращена компании Hakusensha.
В процессе создания манги Мидзухо Кусанаги обсуждала со своим редактором возможность сделать женских персонажей главными героями. Однако в конечном счёте главным героем был утверждён мужской персонаж, а история была написана в стиле романтической комедии. Мидзухо планировала завершить мангу четвёртым томом, но продолжила создание и далее, желая дополнить историю. Она также призналась, что хотя ей нелегко давалось создание сюжета, ей всё же нравилось рисовать персонажей. В последней главе манги автор решила сделать Кэйдая и Мии парой.

### Список глав манги
| № | Япония           | Япония                 | Северная Америка | Северная Америка       |
| № | Дата публикации  | ISBN                   | Дата публикации  | ISBN                   |
| --- | ---------------- | ---------------------- | ---------------- | ---------------------- |
| 1 | 19 ноября 2006   | ISBN 978-4-59-218423-2 | 17 марта 2009    | ISBN 978-1-42781-445-6 |
| - Сцены 1–5 |                  |                        |                  |                        |
| Кэйдай Саэки — 17-летний юноша, помнящий о своей прошлой жизни в Помпеи, когда он был гладиатором Сириксом. Живущий с ним по соседству Юма Удзё осознаёт, что является реинкарнацией Серены, жены Сирикса. Кэйдай сталкивается с внутренним противоречием между чувствами к Серене и полом Юмы, который влюблён в Мии Сэридзаву, лучшую подругу Кэйдая. В школе Мии решает устроить спектакль, основанный на прошлой жизни Кэйдая, и просит его выступить в роли Сирикса, в то время как Юме достаётся роль Серены. Юма, понявший, что Мии испытывает романтические чувства к Кэйдаю, обманом вынуждает её сыграть роль Серены. В сцене, где Сирикс покидает Серену, Кэйдай не выдерживает и впадает в истерику. Мии вынуждена его успокаивать.                                     |                  |                        |                  |                        |
| 2 | 19 апреля 2007   | ISBN 978-4-59-218424-9 | 6 июля 2009      | ISBN 978-1-42781-446-3 |
| - Сцены 6–11 |                  |                        |                  |                        |
| Юма, решив покрасоваться перед друзьями, просит Мии пойти с ним на свидание, а также упрашивает Кэйдая присоединиться. Позднее Кэйдай со своей семьёй и друзьями отправляется на горячие источники, где его пытается соблазнить призрак, овладевший сначала Юмой, а затем Мии. При попытке признаться Кэйдаю в любви, призрак покидает тело Мии. На следующий день Мии не приходит в школу, Кэйдай и Юма отправляются к ней домой. Чтобы пройти мимо чрезмерно заботливого отца Мии, друзья вынуждены переодеться в женскую одежду. Они узнают, что Мии простудилась. В школе Кэйдай сталкивается с молодым учителем Синогу Кагами — братом Юмы и реинкарнацией Смирны, старшей сестры Серены.                                                                                      |                  |                        |                  |                        |
| 3 | 19 сентября 2007 | ISBN 978-4-59-218425-6 | 3 ноября 2009    | ISBN 978-1-42781-447-0 |
| - Сцены 12–17 |                  |                        |                  |                        |
| Кэйдай с семьёй и друзьями смотрит на деревья сакуры. Он встречает девушку по имени Рэйна Сакакибара, которая очень похожа на Серену. Перед уходом она прощается с Кэйдаем, при этом обратившись к нему как к Сириксу. Мии просит Кэйдая и Юму помочь её родителям поскорее завершить их мангу. В школе Кэйдая проводится спортивный турнир, он и Юма играют в волейбол. Юма клянётся, что если победит Кэйдая, то признаётся Мии в своих чувствах и заявит о прекращении их дружбы с Кэйдаем. Однако в середине игры он проигрывает, а позднее во сне видит Серену, которая напоминает ему о том, насколько важны для него Кэйдай и Мии. |                  |                        |                  |                        |
| 4 | 18 января 2008   | ISBN 978-4-59-218494-2 | 2 февраля 2010   | ISBN 978-1-42781-448-7 |
| - Сцены 18–23 |                  |                        |                  |                        |
| Рэйна переводится в школу Кэйдая, чем вызывает напряжённое отношение к нему со стороны одноклассников. По пути домой Кэйдай сталкивается с Сюной Сакакибарой, реинкарнацией Аглаи. Рэйна объясняет, что Сюна — её старшая сестра, две недели назад потерявшая воспоминания о Помпеи. Они идут в дом Сакакибары и встречают Соити Микагэ. Вместе они пытаются вернуть Сюне воспоминания, однако их попытки не дают результата и только злят её. Кэйдай считает, что также может забыть о Помпеи и делится своими мыслями с Мии. Она обещает в этом случае рассказать ему всю его историю. Когда Юма и Рэйна заваливают тест, Кэйдай и Синогу предлагают помочь им с учёбой. На следующий день Кэйдай с друзьями идёт в бассейн.                                                      |                  |                        |                  |                        |
| 5 | 19 июня 2008     | ISBN 978-4-59-218585-7 | 27 апреля 2010   | ISBN 978-1-42781-692-4 |
| - Сцены 24–29 |                  |                        |                  |                        |
| Рэйна мучается от своих безответных чувств к Соити, Мии пытается её успокоить. Кэйдай с друзьями устраивает благотворительный спектакль о Помпеи. Юма замечает, что Кэйдай и его друзья вдруг начали сторониться его, и поэтому принимает предложение Рэйны прибегнуть к гипнозу, что позволит узнать тайны из прошлой жизни. Воспоминания Серены берут верх, Рэйна заставляет Юму сыграть роль Серены вместо неё. Серена мысленно убеждает Юму прекратить гнаться за ненужными воспоминаниями, и вскоре он приходит в сознание. |                  |                        |                  |                        |
| 6 | 9 сентября 2008  | ISBN 978-4-59-218586-4 | 29 июня 2010     | ISBN 978-1-42781-693-1 |
| - Сцены 30–35 |                  |                        |                  |                        |
| Кэйдай и Мии вместе идут в парк развлечений, их преследует отец Мии. Он говорит, что не сможет отдать Мии тому, кто не ценит её достаточно высоко; Кэйдай же яро заявляет, что всегда будет хранить Мии. На следующий день Кэйдай и его друзья собираются в доме Сакакибары, чтобы понять, почему Сюна потеряла воспоминания о Помпеи. Соити вспоминает свою первую встречу с Сюной и предполагает, что она потеряла память потому, что хочет забыть его. Сюна и Юма покидают компанию, Кэйдай и остальные пытаются их найти. Соити находит их и просит Юму уйти, чтобы поговорить с Сюной наедине. Он говорит, что теперь принадлежит ей, а не Аглае, а затем целует её. |                  |                        |                  |                        |
| 7 | 19 января 2009   | ISBN 978-4-59-218587-1 | 12 декабря 2010  | ISBN 978-1-42781-763-1 |
| - Сцены 36–40 - Past Life Version: A Fragment of a Wish (яп. 前世編 願いのカケラ Zensei-hen Negai no Kakera) |                  |                        |                  |                        |
| Кэйдай, Мии и Юма ведут Рэйну в развлекательный центр, чтобы помочь ей забыть о Соити. Кэйдай и Рэйна понимают, что должны совладать со своими прошлыми жизнями. Кэйдаю снится сон — он плывёт по реке Стикс, а лодочник говорит ему забыть о своём прошлом, чтобы осознать чувства к Мии. Позднее мать Кэйдая, услышав, как его отец во сне произнёс имя Арии, сбегает из дома. Тот объясняет произошедшее тем, что этим именем он когда-то назвал своего кота. Тем временем Мии вспоминает, как она познакомилась с Кэйдаем. В классе Мии появляется новый ученик Киёхико Котомия — бывший школьный друг Мии. Киёхико целует Мии, Кэйдай испытывает шок от увиденного. |                  |                        |                  |                        |
| 8 | 19 марта 2009    | ISBN 978-4-59-218588-8 | 28 декабря 2010  | ISBN 978-1-42781-764-8 |
| - Сцены 41–46 |                  |                        |                  |                        |
| Кэйдай решает избегать Мии, пока не определится со своими чувствами к ней. Друзья убеждают его посетить театральный кружок Мии, чтобы наладить с ней отношения, но та упорствует. Кэйдай целует её, и она сторонится его в течение всего дня. Кэйдай рассказывает друзьям о своих чувствах к Мии и решает покончить с прошлым. Однако он осознаёт, что при попытках забыть прошлую жизнь его память начинает блёкнуть, и решает, что должен сохранить воспоминания в наказание за то, что не смог защитить Серену. Кэйдай вспоминает прошлую жизнь в последние дни Помпеи. Аглая по приказу дома Бритиус была обвинена в убийстве. Как только Сирикс узнаёт об этом, он пытается освободить её, но тут начинается извержение горы Везувий.                                          |                  |                        |                  |                        |
| 9 | 19 июня 2009     | ISBN 978-4-59-218589-5 | 12 апреля 2011   | ISBN 1-4278-1836-3     |
| - Сцены 47–51 - Side Story: The Dream of a Garnet (яп. 番外編 ガーネットが見る夢 Bangai-hen Gānetto ga Miru Yume) - Side Story: Memories of the End (яп. 番外編 終わりの記憶 Bangai-hen Owari no Kioku) - Side Story: Nice Going Life (яп. 番外編 Nice Going ライフ Bangai-hen Nice Going Raifu) |                  |                        |                  |                        |
| Во время извержения Сирикс покидает Серену для того, чтобы спасти Аглаю и Лолеуса. Но все его друзья умирают один за другим. Сирикс клянётся, что никогда не простит себя за то, что не смог спасти их, а затем погибает. В настоящем времени Юма просит Кэйдая отказаться от приверженности к прошлому. Кэйдай отказывается, а вскоре от удара по голове впадает в кому. Он снова становится Сириксом и предстаёт перед выбором — остаться с Сереной или снова попытаться спасти друзей. Он просит Тину остаться с Сереной. Действия Кэйдая позволяют Серене найти Сирикса в последние мгновенья Помпеи. Теперь совесть Сирикса чиста. Кэйдай выходит из комы, понимая, что его больше не мучает вина за прошлое. Он признаётся Мии в своих чувствах и начинает встречаться с ней. |                  |                        |                  |                        |

## Отзывы и критика
Шестой том манги NG Life имел 25-е место в чартах Tohan в период с 20 по 26 января 2009 года. Эрин Джонс из Mania.com из недостатков отметил тривиальность сюжета и стиль типичной сёдзё-манги, а из достоинств подчеркнул отличительный дизайн персонажей и детали рисунка, передающие драматические сцены. По его мнению, отношения между персонажами являются «специфической особенностью» всей манги. Кортни Крафт из GraphicNovelReporter.com отметила достойное графическое оформление, но раскритиковала «помешанность», прокомментировав, что в первом томе манги её не следовало выражать так ярко. Джоханна Драпер Карлсон из Comics Worth Reading подвергла мангу резкой критике, отметив, что дизайн «двухмерных персонажей предсказуем и неинтересен».